# Alberto Lleras Camargo
Alberto Lleras Camargo (Bogota, 3 juli 1906 – aldaar, 4 januari 1990) was een Colombiaans politicus en diplomaat. Hij was van 7 augustus 1958 tot 7 augustus 1962 de 28e president van Colombia. Daarnaast was hij van 30 april 1948 tot 1 augustus 1954 secretaris-generaal van de Organisatie van Amerikaanse Staten.

## Biografie
Lleras Camargo studeerde af aan de Our Lady of the Rosary University.
Hij raakt in 1929 betrokken bij de politiek toen hij werd verkozen als wethouder van Bogota. Het jaar erop werd hij lid van de Colombiaanse Liberale Partij. In 1931 werd hij voor deze partij verkozen in het huis van afgevaardigden.
Nadat Alfonso López Pumarejo in 1934 president werd, benoemde hij Lleras Camargo tot secretaris-generaal. In 1935 werd Lleras Camargo benoemd tot minister van overheid; een positie die hij behield tot het einde van Pumarejo’s regering in 1938. In 1938 richtte Lleras Camargo de krant El Liberal op. Mede door de steun die hij via deze krant kreeg, kon Pumarejo in 1942 worden herkozen tot president. In 1943 werd Camargo als ambassadeur naar de Verenigde Staten gestuurd, maar nog hetzelfde jaar kwam hij alweer terug als minister van overheid. In 1944 was hij zodoende getuige van de staatsgreep door de Designated Dario Echandia.
In 1945 werd Lleras Camargo benoemd tot minister van buitenlandse zaken. In deze positie vertegenwoordigde hij Colombia bij de conferentie van Chapultepec, en de conferentie van San Francisco, waarbij de Verenigde Naties werden opgericht.
Tussen 1945 en 1946 was Lleras Camargo waarnemend president van Colombia. In 1948 werd hij de eerste secretaris-generaal van de Organisatie van Amerikaanse Staten.
Tijdens zijn presidentschap richtte Lleras Camargo onder andere de Colombian Institute for Agrarian Reform (INCORA) op. Deze was verantwoordelijk voor de nodige landreformatie in Colombia.
In 1989 werd de Alberto Lleras Dam naar hem vernoemd.

## Privé
Lleras Camargo was van 1931 tot aan zijn dood getrouwd met Berta Puga Martínez. Samen kregen ze vier kinderen: Alberto Lleras Puga, Ximena Lleras Puga, Marcela Lleras Puga en Consuelo Lleras Puga.
- Biblioteca Nacional de Chile: 000124105
- Biblioteca Nacional de España: XX1317583
- Bibliothèque nationale de France: cb12033252k (data)
- Catàleg d'autoritats de noms i títols de Catalunya: 981060034214606706
- Gemeinsame Normdatei: 137505124
- International Standard Name Identifier: 0000 0000 6636 6057
- Library of Congress Control Number: n50080619
- National Archives and Records Administration: 135476773
- Nationale Bibliotheek van Israël: 987007430391805171
- Nederlandse Thesaurus van Auteursnamen: 071194169
- SNAC: w6qm0f55
- Système universitaire de documentation: 028510941
- Virtual International Authority File: 39393082
- WorldCat: E39PBJkD36cyVWy4Y7tcTKH3cP